# Daniel Rebillard
Daniel Rebillard (Tournan-en-Brie, Sena i Marne, 20 de desembre de 1948) és un ciclista francès, ja retirat, que fou professional entre 1969 i 1974. És fill del també ciclista Pierre Rebillard.
Com a ciclista amateur va prendre part en els Jocs Olímpics de Mèxic de 1968, en què va guanyar la medalla d'or en la prova de persecució individual, per davant Mogens Jensen i Xaver Kurmann. En la persecució per equips quedà eliminat en quarts de final. Com a professional destaca el campionat nacional de persecució de 1973.
El pavelló poliesportiu de Lentilly, inaugurat el dia13 de desembre de 2008, porta el seu nom.

## Palmarès
- 1968
  -  Medalla d'or als Jocs Olímpics de Ciutat de Mèxic en persecució individual
- 1970
  - Promotion Pernod
- 1973
  -  Campió de França de persecució

### Resultats al Tour de França
- 1974. 77è de la classificació general